# Ziua Internațională a Persoanelor cu Dizabilități
Ziua Internațională a Persoanelor cu Dizabilități  este organizată anual la data de 3 decembrie începând din 1992 de Organizația Națiunilor Unite pentru a sprijini persoanele cu dizabilități. Acesta este sărbătorită cu diferite grade de succes în întreaga planetă. Respectarea zilei are ca scop promovarea înțelegerii problemelor legate de dizabilități și mobilizarea suportului pentru demnitatea, drepturile și bunăstarea persoanelor cu dizabilități. Se urmărește, de asemenea, a se crește gradul de conștientizare asupra beneficiilor ce pot rezulta din integrarea persoanelor cu dizabilități în fiecare aspect al politic, social, economic și cultural de viață. Acesta a fost inițial numită "Ziua Internațională a Persoanelor cu Dizabilități" până în 2007. în fiecare an, ziua se concentrează pe un aspect diferit.

## Istorie

### Anul Internațional al Persoanelor cu Handicap 1981
În 1976, Adunarea Generală a Națiunilor Unite a proclamat anul 1981 ca An Internațional al Persoanelor cu Handicap (IYDP). Acesta a solicitat un plan de acțiune la nivel național, regional și internațional, cu accent pe egalitatea de șanse, reabilitarea și prevenirea dizabilităților.
Tema IYDP a fost "participare deplină și egalitate", definită ca dreptul persoanelor cu dizabilități de a lua parte pe deplin la viața și dezvoltarea societăților lor, bucurându-se de condiții de viață egale cu cele ale celorlalți cetățeni, și având o pondere egală în condiții mai bune rezultate din dezvoltarea socio-economică.

### Deceniul Națiunilor Unite pentru Persoanele cu Handicap 1983-1992
Pentru a oferi un interval de timp în care guvernele și organizațiile ar putea pune în aplicare activitățile recomandate în Programul Mondial de Acțiune, Adunarea Generală a proclamat deceniul 1983-1992 Deceniul Națiunilor Unite pentru Persoanele cu Handicap.

### Teme din anii anteriori
- 1998: "Artă, Cultură și Viață Independentă"
- 1999: "Accesibilitate pentru toți pentru noul Mileniu"
- 2000: "Să facem tehnologiile informației de muncă pentru toți"
- 2001: "Participare deplină și egalitate: apelul pentru noi abordări pentru a evalua progresul și pentru a evalua rezultatul"
- 2002: "Viață Independentă și Mijloace de Trai Durabile"
- 2003: "Propria noastră voce"
- 2004: "Nimic despre Noi fără Noi"
- 2005: "Drepturile Persoanelor cu Dizabilități: Acțiune în Dezvoltare"
- 2006: "E-Accesibilitate"
- 2007: "Muncă Decentă pentru Persoanele cu Dizabilități"
- 2008: "Convenția privind Drepturile Persoanelor cu Dizabilități: Demnitate și justiție pentru toți"
- 2009: "Realizarea ODM Inclusive: responsabilizarea persoanelor cu dizabilități și a comunităților lor din întreaga lume"
- 2010: "Respectarea promisiunii: Integrarea dizabilității în Obiectivele de Dezvoltare ale Mileniului până în 2015 și mai departe"[4]
- 2011: "Împreună pentru o lume mai bună pentru toți, inclusiv pentru persoanele cu dizabilități în dezvoltare"[5]
- 2012: "Eliminarea barierelor pentru a crea o societate inclusivă și accesibilă pentru toți"[6][7]
- 2013: "Persoanele cu dizabilități: ruperea barierelor, deschiderea ușilor; către o societate incluzivă și o dezvoltare pentru toți"[8]
- 2014: "Dezvoltarea durabilă: promisiunea tehnologiei"[9]
- 2015: "Aspecte de incluziune: accesul și abilitarea persoanelor cu dizabilități"[10]
- 2016: "Atingerea celor 17 scopuri pentru viitorul pe care îl dorim"[11]
- 2017: "Transformarea către o societate durabilă și rezilientă pentru toți"[12]
- 2018: "Împuternicirea persoanelor cu dizabilități și asigurarea participării și egalității".